# Acronicta isocuspis
Acronicta isocuspis är en fjärilsart som beskrevs av Shigero Sugi 1968. Acronicta isocuspis ingår i släktet Acronicta och familjen nattflyn. Inga underarter finns listade i Catalogue of Life.